# Петрушня Вас
Петрушня Вас (словен. Petrušnja vas) — поселення в общині Іванчна Гориця, Осреднєсловенський регіон, Словенія. Висота над рівнем моря: 347,8 м.